# Station Bleasby
Bleasby is een spoorwegstation van National Rail in Newark and Sherwood in Engeland. Het station is eigendom van Network Rail en wordt beheerd door East Midlands Railway. 